# Harinder Pal Sandhu
Harinder Pal Singh Sandhu (Panjabi ਹਰਿੰਦਰ ਪਾਲ ਸਿੰਘ ਸੰਧੂ; * 23. Juli 1988 in Chandigarh) ist ein indischer Squashspieler.

## Karriere
Harinder Pal Sandhu begann seine professionelle Karriere im Jahr 2005 und gewann bislang elf Turniere auf der PSA World Tour. Seine höchste Platzierung in der Weltrangliste erreichte er mit Rang 47 im April 2018. Mit der indischen Nationalmannschaft nahm er 2009, 2011, 2013 und 2017 an Weltmeisterschaften teil. 2014 gewann er mit der Mannschaft die Goldmedaille bei den Asienspielen. Bereits 2010 hatte er mit der Mannschaft Bronze gewonnen. 2018 folgte eine weitere Bronzemedaille mit der Mannschaft. Bei den 2023 ausgetragenen Asienspielen 2022 in Hangzhou gewann er sowohl im Mixed mit Dipika Pallikal als auch mit der Mannschaft die Goldmedaille. 2014 wurde er nach einem Finalsieg über Saurav Ghosal indischer Landesmeister.
Sandhu wurde 2023 mit dem Arjuna Award ausgezeichnet.

## Erfolge
- Gewonnene PSA-Titel: 11
- Asienspiele: 3 × Gold (Mixed 2022, Mannschaft 2014 und 2022), 2 × Bronze (Mannschaft 2010 und 2018)
- Indischer Meister: 2014